# Jacob V de Chamakhi
Jacob V de Chamakhi, Hakob ou Yakob V Šamaxec‘i (en arménien Հակոբ Ե Շամախեցի ; mort en juillet 1763) est Catholicos de l'Église apostolique arménienne de 1759 à 1763.

## Biographie
Jacob V de Chamakhi ou Shamaki est d’abord le coadjuteur du Catholicos élu Sahak (V) de Keghi. Il assume la gestion du catholicossat à la place de ce dernier. Lorsque Sahak de Keghi, qui n’a jamais été consacré, est finalement déposé par le clergé d’Etchmiadzin, il est lui-même élu Catholicos le 24 novembre 1759.
Son administration est uniquement marquée par sa volonté d’établir, comme le royaume de Géorgie voisin à la même époque, des liens directs avec l’Empire russe. En 1760, il adresse en ce sens une supplique à l’impératrice Élisabeth Ire de Russie pour lui demander de prendre sous sa protection « les Arméniens et les Géorgiens opprimés par le joug des musulmans et les pillages des maraudeurs lezguiens ».
L’impératrice Élisabeth Ire de Russie meurt début janvier 1762 sans avoir donné de réponse, et Jacob V de Chamakhi disparaît lui-même dès juillet 1763. Il a comme successeur Siméon Ier d'Erevan.